# Korunomyces terminaliae
Korunomyces terminaliae är en svampart som beskrevs av Hodges & F.A. Ferreira 1981. Korunomyces terminaliae ingår i släktet Korunomyces, divisionen sporsäcksvampar och riket svampar.   Inga underarter finns listade i Catalogue of Life.